# Metamecyna uniformis
Metamecyna uniformis är en skalbaggsart som beskrevs av Stefan von Breuning 1939. Metamecyna uniformis ingår i släktet Metamecyna och familjen långhorningar. Inga underarter finns listade i Catalogue of Life.